# Utilizzatori del Fokker F27
La seguente lista comprende sia le compagnie aeree che le forze aeree che utilizzano o hanno utilizzato in passato il Fokker F27:

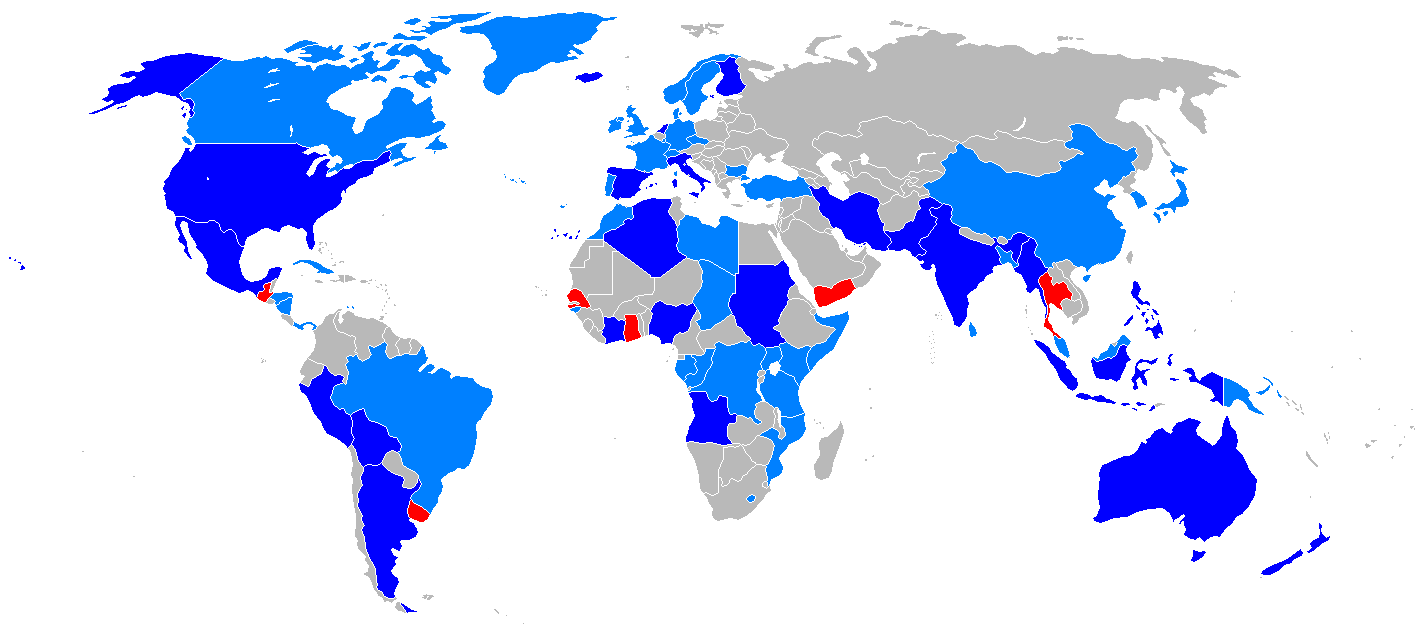
mappa degli utilizzatori dell'F27:
Azzurro = Civili
Rosso = Militari
Blu = Civili e militari.

## Civili
All'agosto 2006 erano ancora in servizio presso le varie compagnie aeree mondiali un totale di 164 Fokker F27 (tutte le versioni), impiegati in maggior numero da Libyan Arab Airlines (14), Merpati Nusantara Airlines (11), WDL Aviation (11) e Mountain Air Cargo (11), seguite da altre 43 in numero inferiore.
 Algeria
- Air Algérie

 Angola
- TAAG Angola Airlines

 Antille Olandesi
- Air ALM

 Argentina
- CATA Línea Aérea
- Líneas Aéreas del Estado (LADE)

 Australia
- Airlines of New South Wales
- Ansett Airlines
- Associated Airlines of Australia
- Department of Civil Aviation
- East-West Airlines (Australia)
- AirCruising Australia
- Australia Post
- Trans Australia Airlines

 Austria
- Amerer Air

 Bangladesh
- Biman Bangladesh Airlines

 Bolivia
- Lloyd Aéreo Boliviano

  Birmania
- Burma Airways Corporation
- Union of Burma Airways
- Myanma Airways

 Brasile
- Tavaj Linhas Aéreas
- TAM Airlines

 Canada
- Gov't Quebec
- Norcanair
- Quebecair
- Time Air

 Rep. Ceca
- ABA Airlines

 Costa d'Avorio
- Air Ivoire

 Ciad
- Government of Chad

 Cina
- Laoag

 Cuba
- Cubana de Aviación

 RD del Congo
- Air Congo
- Air Tropiques

 Danimarca
- Maersk Air
- Newair Airservice (Denmark)
- Sterling Airways

 Egitto
- Air Sinai

 Emirati Arabi Uniti
- Falcon Express Cargo Airlines

 Filippine
- Air Manila
- Laoag International Airlines
- Mactan
- Philippine Airlines

 Finlandia
- Finnair

 Francia
- Air France
- Air Inter
- France Institute Geographique
- Securité Civil

 Gabon
- Air Max-Gabon

 Germania
- FTG Air Service
- WDL Aviation

 Guinea-Bissau
- T.A. de la Guinee-Bissau

 Honduras
- Aerolíneas SOSA
- Atlantic Airlines de Honduras

 Irlanda
- Euroceltic Airways
- Iona National Airways
- Starair

 Islanda
- Icelandair

 India
- Elbee Airlines
- Indian Airlines
- NEPC Airlines

 Indonesia
- Merpati Nusantara Airlines

 Iran
- Iran Aseman Airlines
- Iranian government
- National Iranian Oil Company (NIOC)

 Italia
- ATI Aero Trasporti Italiani
- Alisarda
- MiniLiner

 Giappone
- All Nippon Airways

 Kenya
- Kenya Airways

 Lesotho
- Lesotho Airways

 Libia
- Libyan Arab Airlines
- Libyan Red Crescent

 Lussemburgo
- Luxair

 Malaysia
- Malaysia Airlines System
- Malaysia-Singapore Airlines

 Marocco
- Royal Air Maroc

 Messico
- Aerocaribe
- Air One (Mexico) (used only for cargo)
- CityFlyer

 Mozambico
- DETA

 Paesi Bassi
- F27 Friendship Association
- The Dutch Royal Flight
- NLM Cityhopper

 Nicaragua
- Aeronica

 Nigeria
- Afrijet
- Nigeria Airways

 Norvegia
- Air Executive Norway
- Braathens SAFE
- Busy Bee
- Norwegian Air Shuttle

 Nuova Zelanda
- Air New Zealand
- Airwork (New Zealand)
- New Zealand Ministry of Transport (Navaids calibration flight)
- NZNAC

 Pakistan
- Airlift International
- Pakistan International Airlines

 Panama
- Air Panama

 Papua Nuova Guinea
- Air Niugini

 Perù
- Aero Condor

 Portogallo
- Expresso Aéreo

 Porto Rico
- Oceanair

 Regno Unito
- Air Anglia
- Air UK
- British Midland
- Channel Express
- Jersey European Airways
- Manx Airlines

 Somalia
- Somali Airlines

 Spagna
- Aviaco
- Iberia Airlines
- Seven Air
- Spantax
- Transeuropa

 Sri Lanka
- Mihin Air

 Stati Uniti
- Aloha Airlines
- Amerer Air
- Bonanza Air Lines
- Delta Air Lines
- FedEx
- Hawkins and Powers Aviation, Inc
- Hughes Airwest
- Mesaba Airlines
- Mississippi Valley Airlines
- Mountain Air Cargo (FedEx Feeder)
- Northeast Airlines
- Pacific Air Lines
- Piedmont Airlines
- Pilgrim Airlines

 Sudafrica
- Comair

 Sudan
- Air West Express
- Sudan Airways

 Svizzera
- Balair

 Tanzania
- Air Tanzania

 Turchia
- THY Türk Hava Yolları - Turkish Airlines
- MNG Kargo

 Uganda
- Uganda Airways

 Ungheria
- Farnair Hungary

 Zaire
- Air Zaïre
- Scibe Airlift Cargo

### Internazionali
- Scandinavian Airlines System
- East African Airways

## Militari
Algeria
- Al-Quwwat al-Jawwiyya al-Jaza'iriyya

 Angola
- Força Aérea Popular de Angola y Defesa Aérea y Antiaérea

 Argentina
- Fuerza Aérea Argentina

 Australia
- Royal Australian Navy

 Biafra
- Biafran Air Force

 Birmania
- Tatmdaw Lei

opera, al dicembre 2016, con 1 F-27 Mk.600, 1 F-27E e 2 FH-227 costruiti su licenza dalla statunitense Fairchild Hiller.
 Bolivia
- Fuerza Aérea Boliviana

 Ciad
- Force Aérienne Tchadienne

opera con un F-27-600.
 Costa d'Avorio
- Force Aérienne de la Côte d'Ivoire

 Filippine
- Hukbong Himpapawid ng Pilipinas
- Hukbong Dagat ng Pilipinas

 Finlandia
- Suomen ilmavoimat

 Ghana
- Ghana Air Force

 Guatemala
- Fuerza Aérea Guatemalteca

4 F27-400M consegnati. Risultano in organico all'aprile 2021, ma molto probabilmente non in grado di volare.
 Islanda
- Landhelgisgæsla Íslands

 India
- Indian Coast Guard

 Indonesia
- Tentara Nasional Indonesia Angkatan Udara

  Iran
- Imperial Iranian Air Force, later Islamic Republic of Iran Air Force
- Imperial Iranian Army, later Islamic Republic of Iran Army

 Messico
- Fuerza Aérea Mexicana

 Paesi Bassi
- Koninklijke Luchtmacht

 Nuova Zelanda
- Royal New Zealand Air Force

 Nigeria
- Nigerian Air Force

 Pakistan
- Pakistani Fida'iyye
- Pakistani Behria
- Pakistan Naval Air Arm

 Perù
- Marina de Guerra del Perú

 Senegal
- Armée de l'air du Sénégal
- Senegambia Air Force

 Spagna
- Ejército del Aire

 Sudan
- Al-Quwwat al-Jawwiyya al-Sudaniyya

 Thailandia
- Royal Thai Navy

 Stati Uniti
- United States Army
  - United States Army Parachute Team

 Uruguay
- Fuerza Aérea Uruguaya

 Yemen
- Al-Quwwat al-Jawwiyya al-Yamaniyya